# Lägersmål
Lägersmål var förr i vidsträckt mening liktydigt med olovligt sexuellt umgänge mellan man och kvinna.
I en inskränktare och vanligare bemärkelse betecknade detta ord sådant olovligt umgänge, som inte utgjorde blodskam, hor eller våldtäkt (jfr. dock lönskaläge). I civilrättsligt avseende kunde under vissa förhållanden ett lägersmål grunda äktenskapliga rättsverkningar, s.k. ofullkomnade äktenskap.
Straffet för lägersmål (böter och kyrkoplikt) bortföll i Sverige för kvinnor 1864, för män 1918 (med vissa undantag), men hade då sedan länge inte tillämpats.